# Susumu Ōkubo
Susumu Ōkubo (jap. 大久保 進, Ōkubo Susumu; * 1930 in Japan; † 17. Juli 2015) war ein japanischer theoretischer Physiker.
Ōkubo studierte ab 1949 an der Universität Tokio (Bachelor 1952) und ab 1954 an der University of Rochester, wo er 1958 bei Robert Marshak promoviert wurde. Danach war er als Postdoc 1959/60 an der Universität Neapel, 1960/1 am CERN, danach kurz in Japan (da er Probleme hatte, ein US-Visum zu bekommen) und ab 1962 wieder an der Rochester University, wo er 1964 Professor wurde. 1996 emeritierte er.
Ōkubo beschäftigt sich vor allem mit Elementarteilchenphysik. Bekannt ist er für die Gell-Mann-Okubo-Massenformel für Mesonen und Baryonen im Quarkmodell, die die Massen der Mitglieder von SU(3)-Multipletts zueinander in Beziehung setzt.
2005 erhielt er den Sakurai-Preis der American Physical Society, 1976 den Nishina-Preis in Japan und 2006 die Wigner-Medaille. 1966 war er Guggenheim Fellow und 1969 Ford Fellow. Er ist Mitglied der American Physical Society und der American Mathematical Society.

## Schriften
- Introduction to Octonion and other associative algebras in physics. Cambridge University Press, 2005.